# Antonio Lagorio (pittore)
Antonio Lagorio (Genova, 1652 circa – Parma, 1690 circa) è stato un pittore italiano, attivo principalmente nel contesto del Barocco genovese, tra Genova, Parma e i territori farnesiani dell’Emilia.

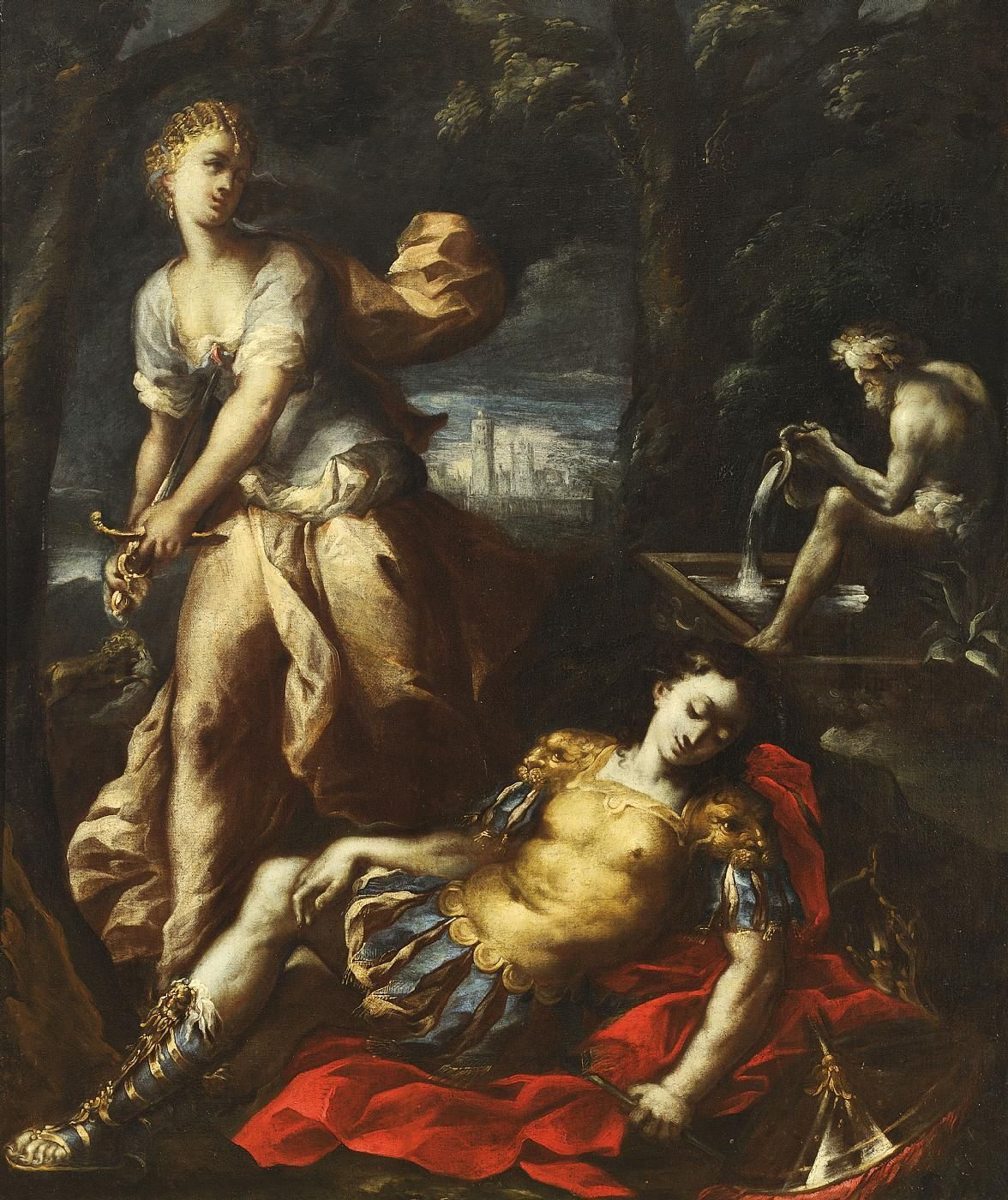
Piramo e Tisbe

È considerato un seguace di Valerio Castello, cui si ispirò in modo personale pur non risultando fra i suoi allievi diretti. Viene ricordato con il soprannome de il Genovesino.

## Biografia

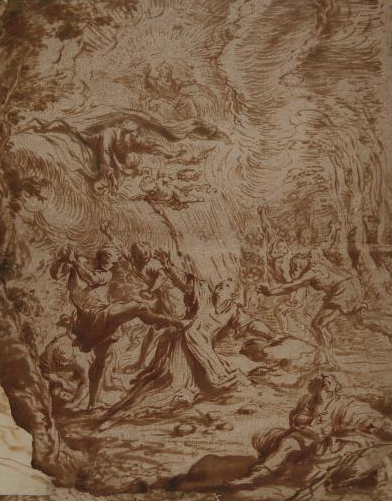
Lapidazione di Santo Stefano

Le notizie biografiche su Antonio Lagorio sono scarse. Nonostante il suo nome non compaia tra gli allievi documentati della bottega di Valerio Castello, il suo stile dimostra un evidente debito nei confronti del maestro genovese. Alcuni documenti sembrano confermare la sua origine ligure, alla base del soprannome “Genovesino” con cui fu noto.
La sua attività è attestata soprattutto a Parma, città dominata dai Farnese, dove si registrano diverse opere attribuitegli. Il suo lungo soggiorno in territorio emiliano potrebbe essere dovuto a commissioni locali, anche se le ragioni di questa permanenza restano incerte. Un'opera documentata del 1669, una pala d'altare conservata nella cappella dell’ospedale di Parma, rappresenta uno dei pochi riferimenti cronologici certi della sua attività.

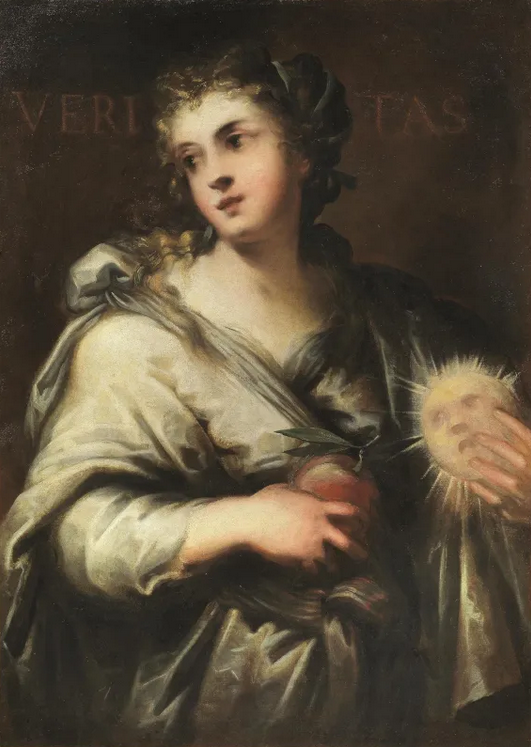
Allegoria della Verità

## Stile
La pittura di Lagorio rivela una personalità artistica autonoma, che fonde la libertà formale di Valerio Castello con elementi del tardo manierismo parmense, in particolare derivazioni da Parmigianino e Correggio. Le sue figure sono caratterizzate da panneggi movimentati, profondamente incisi, e da volti riconoscibili: nasi corti e dritti, narici marcate, e intense ombreggiature intorno agli occhi. Questi tratti distintivi costituiscono una cifra stilistica peculiare.
Nella sua opera più nota, l'Allegoria della Verità, erroneamente attribuita a Federico Cervelli in una precedente collezione, Lagorio interpreta l’iconografia descritta da Cesare Ripa, raffigurando la Verità con in mano il sole e una pesca, simboli tradizionali della luce e della lingua. L’attribuzione dell’opera è stata corretta da Angelo Mazza nel 2000, rientrando oggi nel nucleo di lavori assegnati con maggiore sicurezza al pittore.

## Rivalutazione critica
La riscoperta di Antonio Lagorio si deve inizialmente agli studi pionieristici di Giuseppe Cirillo e Giovanni Godi, che ne hanno ricostruito la fisionomia artistica a partire dalla pala del 1669. A questa prima fase hanno fatto seguito i contributi di Alessandro Morandotti, Anna Orlando e Daniele Sanguineti, i quali hanno ampliato il catalogo delle opere attribuite e delineato le influenze culturali e stilistiche dell’artista.
In particolare, è stata evidenziata la complessità della sua formazione: oltre all’influenza del Castello e del suo allievo Giovanni Battista Merano, si riconoscono echi della pittura di Giovanni Benedetto Castiglione, Van Dyck, Domenico Piola, e suggestioni veneziane, forse legate a un viaggio di studio. Lagorio mostra una capacità di evoluzione stilistica notevole, culminando in opere dove emerge una sintesi tra barocco genovese e classicismo emiliano di fine Seicento. Alcuni suoi lavori ricordano la delicatezza tonale di Bartolomeo Guidobono, grazie a una stesura pittorica morbida e sfumata.